# 中央 (大野城市)
中央（ちゅうおう）は、福岡県大野城市にある地名。中央一丁目から二丁目までが設置されている。郵便番号は816-0942。2024年（令和6年）1月末日現在の人口は3,035人。

## 概要
大野城市の中心部に位置し、北側は白木原、東側は東大利、南側は下大利、西側は上大利と接する。

## 歴史
1889年（明治22年）の町村制施行により御笠郡大野村が成立。1896年（明治29年）4月1日の郡制施行により御笠郡は席田郡・那珂郡とともに筑紫郡となったため筑紫郡大野村となる。1950年（昭和25年）10月1日に大野村は町制施行し大野町となる。1972年（昭和47年）4月1日に大野町は市制施行及び改称し大野城市となる。

### 町域の変遷
| 町名町界整理実施後   | 実施年月日         | 住居表示実施前                     |
| -------------------- | ------------------ | ---------------------------------- |
| 中央一丁目から二丁目 | 1984年（昭和59年） | 大字上大利・下大利・白木原の各一部 |

### 町名の由来
地形的に大野城市の中央を占めることにちなむ。

## 施設
- 福岡県立筑紫中央高等学校

## 交通

### 鉄道
地域内に駅は無いが以下の路線が通過している
- JR鹿児島本線
- 西鉄天神大牟田線

### バス
- 西鉄バス
- 大野城市コミュニティバス「まどか号」